# Trichonyssus
Trichonyssus es un  género de ácaros parásitos perteneciente a la familia  Macronyssidae.

## Especies
Trichonyssus Domrow, 1959
- Trichonyssus australicus (Womersley, 1956)
- Trichonyssus caputmedusae Domrow, 1986
- Trichonyssus lukoschusi Micherdzinski & Domrow, 1985
- Trichonyssus nixoni Micherdzinski & Domrow, 1985
- Trichonyssus solivagus Domrow, 1986
- Trichonyssus streetorum Micherdzinski & Domrow, 1985
- Trichonyssus womersleyi Domrow, 1959